# Liste der Kulturdenkmäler in Braubach
In der Liste der Kulturdenkmäler in Braubach sind alle Kulturdenkmäler der rheinland-pfälzischen Stadt Braubach einschließlich des Stadtteils Hinterwald aufgeführt. Grundlage ist die Denkmalliste des Landes Rheinland-Pfalz (Stand: 8. Dezember 2023).

## Denkmalzonen
| Bezeichnung                        | Lage                                 | Baujahr         | Beschreibung | Bild            |
| ---------------------------------- | ------------------------------------ | --------------- | --- | --------------- |
| Denkmalzone Siedlungskern Braubach | Braubach Lage                        |                 | umfasst die Oberstadt im Tal des Zollbachs, die Unterstadt zwischen Rhein und Burgberg sowie eine aus nur wenigen Häusern bestehende frühneuzeitliche Vorstadt vor dem Obertor im Zollbachtal (Brunnenstraße) mit einer selbst für das Mittelrheintal ungewöhnlicher Dichte an historischen Wohnbauten des 15. bis frühen 19. Jahrhunderts; Reste der Ummauerung der Ober- und Unterstadt erhalten | Fotos hochladen |
| Denkmalzone Jüdischer Friedhof     | Braubach, nordöstlich der Stadt Lage | 17. Jahrhundert | im oder vor dem 17. Jahrhundert angelegt; Hanggelände mit etwa 15 Grabsteinen | BW              |

## Einzeldenkmäler
| Bezeichnung                   | Lage                                                               | Baujahr                            | Beschreibung | Bild                           |
| ----------------------------- | ------------------------------------------------------------------ | ---------------------------------- | --- | ------------------------------ |
| Stadtbefestigung              | Braubach                                                           | Ende des 13. Jahrhunderts          | Turm der Barbarakirche; Pankgrafenturm (bei Friedrichstraße 5); Obertor (bei Unteralleestraße 28); weitere Türme (bei Burgstraße 13, hinter Hahnweg 2 und hinter Karlstraße 1); Mauerreste (hinter Hahnweg 2, hinter Karlstraße 1 und hinter Burgstraße 3, 5, 7, 9); Ende des 13. Jahrhunderts                  | Fotos hochladen                |
| Friedhofskapelle St. Martin   | Braubach, An der alten Burg 8 Lage                                 |                                    | ehemalige Pfarrkirche, romanisches Schiff, frühgotischer Chor | weitere Bilder Fotos hochladen |
| Wohnhaus                      | Braubach, Berggasse 1 Lage                                         | 16. oder 17. Jahrhundert           | verputztes Fachwerkhaus, wohl aus dem 16. oder 17. Jahrhundert | Fotos hochladen                |
| Wohnhaus                      | Braubach, Berggasse 6 Lage                                         | 18. Jahrhundert                    | Fachwerkhaus, 18. Jahrhundert | Fotos hochladen                |
| Gasthaus Zum Weissen Schwanen | Braubach, Brunnenstraße 4 Lage                                     | 1625–30                            | stattlicher Fachwerkbau, teilweise massiv und verschiefert, 1625–30 | Fotos hochladen                |
| Wohnhaus                      | Braubach, Brunnenstraße 6 Lage                                     | 17. Jahrhundert                    | Fachwerkhaus, teilweise massiv, eventuell noch aus dem 17. Jahrhundert | Fotos hochladen                |
| Wohnhaus                      | Braubach, Brunnenstraße 10 Lage                                    | 1612                               | Fachwerkhaus, teilweise massiv, bezeichnet 1612 | Fotos hochladen                |
| Mühle                         | Braubach, Brunnenstraße 12 Lage                                    |                                    | ehemalige städtische Mühle; dreigeschossiger Fachwerkbau, teilweise massiv, Mansarddachbau sowie Bruchsteinbau, teilweise Fachwerk | BW                             |
| Mühle oder Gasthaus           | Braubach, Brunnenstraße 32 Lage                                    | 1683                               | ehemalige Mühle oder Gasthaus; stattlicher Mansardwalmdachbau, teilweise Zierfachwerk, angeblich von 1683, heutiges Erscheinungsbild aus der Mitte des 18. Jahrhunderts | Fotos hochladen                |
| Wohnhaus                      | Braubach, Brunnenstraße 34 Lage                                    | um 1830/40                         | langgestreckter klassizistischer Krüppelwalmdachbau, Fachwerk verputzt, um 1830/40 | Fotos hochladen                |
| Stadtmauer                    | Braubach, Burgstraße, hinter Nr. 3, 5, 7, 9 Lage                   | Ende des 13. Jahrhunderts          | Mauerreste der Stadtbefestigung, Ende des 13. Jahrhunderts | BW                             |
| Wohnhaus                      | Braubach, Burgstraße 8 Lage                                        | 17. oder 18. Jahrhundert           | Fachwerkhaus, verputzt | BW                             |
| Kleinsiedlung                 | Braubach, Dachsenhäuser Straße 12–30 (gerade Nummern) Lage         | um 1910                            | zehn eingeschossige Einfamilienhäuser in geschlossener Zeile, Heimatstil, um 1910 | BW                             |
| Pankgrafenturm                | Braubach, Friedrichstraße, bei Nr. 5 Lage                          | Ende des 13. Jahrhunderts          | Turm der Stadtbefestigung, Ende des 13. Jahrhunderts | Fotos hochladen                |
| Verbandsgemeindeverwaltung    | Braubach, Friedrichstraße 12 Lage                                  | 1914                               | ehemaliges Hotel Deutsches Haus; repräsentativer barockisierender Mansardwalmdachbau, 1914 | weitere Bilder Fotos hochladen |
| Stadtmauerturm                | Braubach, Hahnweg, hinter Nr. 2 Lage                               | Ende des 13. Jahrhunderts          | Schalenturm und Mauerreste der Stadtbefestigung, Ende des 13. Jahrhunderts | Fotos hochladen                |
| Wohnhaus                      | Braubach, Hahnweg 12 Lage                                          | 17. oder 18. Jahrhundert           | Fachwerkhaus, verputzt und verkleidet, wohl aus dem 17. oder 18. Jahrhundert | Fotos hochladen                |
| Wohnhaus                      | Braubach, Im Jagenstiel 1 Lage                                     | 1912                               | Wohnhaus, 1912 | Fotos hochladen                |
| Wohnhaus                      | Braubach, Karlstraße 1 Lage                                        | 1614                               | Wohnhaus, teilweise Bruchstein, Zierfachwerk bezeichnet 1614 | Fotos hochladen                |
| Stadtmauerturm                | Braubach, Karlstraße, hinter Nr. 1 und 3 Lage                      | Ende des 13. Jahrhunderts          | polygonaler Turm und Mauerreste der Stadtbefestigung, Ende des 13. Jahrhunderts | weitere Bilder Fotos hochladen |
| Wohnhaus                      | Braubach, Karlstraße 4 Lage                                        | 17. oder 18. Jahrhundert           | Fachwerkhaus, 17. oder 18. Jahrhundert | Fotos hochladen                |
| Wohnhaus                      | Braubach, Karlstraße 5 Lage                                        | Ende des 17. Jahrhunderts          | Fachwerkhaus, teilweise massiv, wohl vom Ende des 17. Jahrhunderts | Fotos hochladen                |
| Wohnhaus                      | Braubach, Karlstraße 6/8 Lage                                      | 17. Jahrhundert                    | Fachwerkhaus mit ehemaligem Hallenerdgeschoss, teilweise massiv und verputzt, wohl aus dem 17. Jahrhundert | Fotos hochladen                |
| Wohnhaus                      | Braubach, Karlstraße 7 Lage                                        | 17. Jahrhundert                    | dreigeschossiges Fachwerkhaus, 17. Jahrhundert | Fotos hochladen                |
| Wohnhaus                      | Braubach, Karlstraße 15 Lage                                       | 17. Jahrhundert                    | stattliches Fachwerkhaus, teilweise massiv, Krüppelwalmdach, 17. Jahrhundert | Fotos hochladen                |
| Wohnhaus                      | Braubach, Luisengasse 1 Lage                                       | 17. oder 18. Jahrhundert           | Fachwerkhaus, teilweise massiv, verputzt, wohl aus dem 17. oder 18. Jahrhundert | Fotos hochladen                |
| Wohnhaus                      | Braubach, Luisengasse 8 Lage                                       | 1752                               | Ackerbürgerhaus; Fachwerkbau, modern bezeichnet 1752 | Fotos hochladen                |
| Wohnhaus                      | Braubach, Marktplatz 1 Lage                                        | 1608                               | stattliches Fachwerkhaus, bezeichnet 1608 | Fotos hochladen                |
| Wohnhaus                      | Braubach, Marktplatz 3 Lage                                        | 1610                               | Fachwerkhaus in geschlossener Zeile, angeblich von 1610 | Fotos hochladen                |
| Wohnhaus                      | Braubach, Marktplatz 5 Lage                                        | 17. Jahrhundert                    | Fachwerkhaus, teilweise massiv, in geschlossener Zeile, 17. Jahrhundert | Fotos hochladen                |
| Wohnhaus                      | Braubach, Marktplatz 9 Lage                                        | 17. oder 18. Jahrhundert           | Fachwerkhaus, teilweise massiv, verputzt, Mansarddach, wohl aus dem 17. oder 18. Jahrhundert | Fotos hochladen                |
| Wohnhaus                      | Braubach, Nonnengasse 4 Lage                                       | 1617                               | Fachwerkhaus mit ehemaligem Hallenerdgeschoss, angeblich von 1617 | Fotos hochladen                |
| Wohnhaus                      | Braubach, Nonnengasse 8 Lage                                       | 1597                               | Wohnhaus, teilweise Fachwerk, bezeichnet 1597 | Fotos hochladen                |
| Wohnhaus                      | Braubach, Nonnengasse 9 Lage                                       | 1600                               | Fachwerkhaus, teilweise massiv, angeblich von 1600, Fachwerk teilweise aus dem 16. Jahrhundert | Fotos hochladen                |
| Wohnhaus                      | Braubach, Obermarktstraße 1 Lage                                   | 17. oder 18. Jahrhundert           | Fachwerkhaus in geschlossener Zeile, teilweise verputzt, Zierfachwerk aus dem 17. oder 18. Jahrhundert | Fotos hochladen                |
| Wohnhaus                      | Braubach, Obermarktstraße 2 Lage                                   | 1600                               | Fachwerkhaus, teilweise Bruchstein, angeblich von 1600 | Fotos hochladen                |
| Wohnhaus                      | Braubach, Obermarktstraße 8 Lage                                   | 1768                               | Fachwerkhaus, teilweise verputzt, bezeichnet 1768 | Fotos hochladen                |
| Wohnhaus                      | Braubach, Obermarktstraße 10 Lage                                  | 17. oder 18. Jahrhundert           | Fachwerkhaus, teilweise verputzt, 17. oder 18. Jahrhundert | Fotos hochladen                |
| Wohnhäuser                    | Braubach, Obermarktstraße 11 Lage                                  | 1597                               | zwei Fachwerkhäuser; nördlich teilweise mit Bruchstein, bezeichnet 1597, Vorbau aus dem 16. Jahrhundert; südlicher Fachwerkbau bezeichnet 1738 | Fotos hochladen                |
| Wohnhaus                      | Braubach, Obermarktstraße 12 Lage                                  | 1750                               | Eckwohnhaus, teilweise verputzt, bezeichnet 1750, Zierfachwerk aus dem 17. Jahrhundert | Fotos hochladen                |
| Wohnhaus                      | Braubach, Obermarktstraße 14 Lage                                  | 1802                               | Mansarddachbau, teilweise Bruchstein und Fachwerk, bezeichnet 1802 | Fotos hochladen                |
| Wohnhaus                      | Braubach, Obermarktstraße 16 Lage                                  | spätes 16. Jahrhundert             | Wohnhaus mit ehemaligem Hallenerdgeschoss, teilweise Fachwerk und verputzt, eventuell noch aus dem späten 16. Jahrhundert | Fotos hochladen                |
| Wohnhaus                      | Braubach, Obermarktstraße 18 Lage                                  | 16. Jahrhundert                    | Wohnhaus mit ehemaligem Hallenerdgeschoss, teilweise Fachwerk, 16. Jahrhundert | Fotos hochladen                |
| Wohnhaus                      | Braubach, Obermarktstraße 20 Lage                                  | 18. Jahrhundert                    | dreigeschossiges Fachwerkhaus, teilweise massiv, 18. Jahrhundert | Fotos hochladen                |
| Wohnhaus                      | Braubach, Rathausstraße 1/3 Lage                                   | um 1890                            | ehemaliges Amtsgericht Braubach; langgestreckter Klinkerbau, Neurenaissance, um 1890 | weitere Bilder Fotos hochladen |
| Rathaus                       | Braubach, Rathausstraße 8 Lage                                     | 1898/90                            | Klinkerbau, Neurenaissance, 1898/90 | weitere Bilder Fotos hochladen |
| Wohnhaus                      | Braubach, Rheinstraße 10 Lage                                      | 17. Jahrhundert                    | Wohnhaus mit ehemaligem Hallenerdgeschoss, rückwärtig in die Stadtmauer integriert, teilweise mit Zierfachwerk, wohl aus dem 17. Jahrhundert | weitere Bilder Fotos hochladen |
| Wohnhaus                      | Braubach, Rosengasse 2 Lage                                        | 18. Jahrhundert                    | dreigeschossiges Fachwerkhaus, teilweise massiv, 18. Jahrhundert | Fotos hochladen                |
| Wohnhaus                      | Braubach, Rosengasse 3 Lage                                        | 17. oder 18. Jahrhundert           | Wohnhaus mit ehemaligem Hallenerdgeschoss, verputzt, wohl mit Fachwerk aus dem 17. oder 18. Jahrhundert | Fotos hochladen                |
| Wohnhaus                      | Braubach, Rosengasse 4 Lage                                        | 17. Jahrhundert                    | Fachwerkhaus, teilweise Bruchstein, wohl aus dem 17. Jahrhundert | Fotos hochladen                |
| Philippsburg                  | Braubach, Schloßstraße 3–5 Lage                                    | 1568                               | langgestreckte Dreiflügelanlage, 1568, Baumeister wohl Anton Dauer und Jost, Abbrüche und Umbauten bis 1861, Fachwerk-Torgebäude, ehemaliger Marstall | weitere Bilder Fotos hochladen |
| Wohnhaus                      | Braubach, Schloßstraße 6 Lage                                      | 1588                               | Fachwerkhaus mit ehemaligem Hallenerdgeschoss, bezeichnet 1588 und 1604 | Fotos hochladen                |
| Wohnhaus                      | Braubach, Schloßstraße 7/9 Lage                                    | 17. oder 18. Jahrhundert           | dreiflügliges Fachwerkhaus, teilweise verputzt und verschiefert, 17. oder 18. Jahrhundert | Fotos hochladen                |
| Wohnhaus                      | Braubach, Schloßstraße 11 Lage                                     | 18. Jahrhundert                    | Fachwerkhaus, teilweise verputzt, Mansarddach, 18. Jahrhundert | Fotos hochladen                |
| Wohnhaus                      | Braubach, Schloßstraße 12 Lage                                     | 17. oder 18. Jahrhundert           | Fachwerkhaus, wohl aus dem 17. oder 18. Jahrhundert | Fotos hochladen                |
| Wohnhaus                      | Braubach, Schloßstraße 13 Lage                                     | vor 1500                           | Fachwerkhaus, teilweise massiv, wohl vor 1500 | Fotos hochladen                |
| Wohnhaus                      | Braubach, Schloßstraße 14 Lage                                     | 17. oder 18. Jahrhundert           | verputztes Fachwerkhaus, wohl aus dem 17. oder 18. Jahrhundert | Fotos hochladen                |
| Wohnhaus                      | Braubach, Schloßstraße 15 Lage                                     | 18. Jahrhundert                    | Fachwerkhaus, teilweise verputzt, 18. Jahrhundert | weitere Bilder Fotos hochladen |
| Wohnhaus                      | Braubach, Schloßstraße 17 Lage                                     |                                    | stattlicher Krüppelwalmdachbau | Fotos hochladen                |
| Wohnhaus                      | Braubach, Schützengasse 6 Lage                                     | 18. Jahrhundert                    | Fachwerkhaus, 18. Jahrhundert, zweigeschossiger Fachwerkanbau | Fotos hochladen                |
| Wohnhaus                      | Braubach, Sommergasse 5 Lage                                       | 18. Jahrhundert                    | Fachwerkhaus auf Bruchstein-Erdgeschoss, 18. Jahrhundert | Fotos hochladen                |
| Wohnhaus                      | Braubach, Sommergasse 9 Lage                                       | 17. oder 18. Jahrhundert           | Fachwerkhaus, teilweise massiv, verputzt, wohl aus dem 17. oder 18. Jahrhundert | Fotos hochladen                |
| Wohnhaus                      | Braubach, Sommergasse 10 Lage                                      | 1603                               | Fachwerkhaus, teilweise verputzt, modern bezeichnet 1603 | Fotos hochladen                |
| Wohnhaus                      | Braubach, Sommergasse 13 Lage                                      | 16. Jahrhundert                    | Fachwerkhaus mit ehemaligem Hallenerdgeschoss, 16. Jahrhundert (?) | Fotos hochladen                |
| Wohnhaus                      | Braubach, Sommergasse 14 Lage                                      | 16. Jahrhundert                    | Fachwerkhaus mit ehemaligem Hallenerdgeschoss, teilweise verputzt, eventuell noch aus dem 16. Jahrhundert | Fotos hochladen                |
| Wohnhaus                      | Braubach, Sonnengasse 4 Lage                                       | 1756                               | Fachwerkhaus, modern bezeichnet 1756 und 2010 (Renovierung) | Fotos hochladen                |
| Wohnhaus                      | Braubach, Unteralleestraße 4 Lage                                  | 18. Jahrhundert                    | Fachwerkhaus, teilweise verputzt, 18. Jahrhundert, um 1900 erhöht | Fotos hochladen                |
| Wohnhaus                      | Braubach, Unteralleestraße 6 Lage                                  | um 1600                            | dreigeschossiges Fachwerkhaus, teilweise massiv und verputzt, um 1600 (?) | Fotos hochladen                |
| Obertor                       | Braubach, Unteralleestraße, bei Nr. 28 Lage                        | Ende des 13. Jahrhunderts          | achteckiger Turm auf quadratischem Grundriss, Teil der Stadtbefestigung, Ende des 13. Jahrhunderts | Fotos hochladen                |
| Villa                         | Braubach, Untere Gartenstraße 5 Lage                               | um 1910                            | Walmdach-Villa auf bewegtem Grundriss, um 1910 | weitere Bilder Fotos hochladen |
| Wohnhaus                      | Braubach, Untermarktstraße 1 Lage                                  | zweite Hälfte des 18. Jahrhunderts | langgestrecktes Zeilenwohnhaus, verputzt, teilweise wohl mit Fachwerk des fortgeschrittenen 18. Jahrhunderts | Fotos hochladen                |
| Wohnhaus                      | Braubach, Untermarktstraße 3 Lage                                  | 17. Jahrhundert                    | Zeilenwohnhaus, teilweise verputzt, Fachwerk aus dem 17. Jahrhundert | Fotos hochladen                |
| Wohnhaus                      | Braubach, Untermarktstraße 5 Lage                                  | um 1600                            | Fachwerkhaus mit ehemaligem Hallenerdgeschoss, wohl um 1600 | Fotos hochladen                |
| Wohnhaus                      | Braubach, Untermarktstraße 7 Lage                                  | erste Hälfte des 19. Jahrhunderts  | viergeschossiges Zeilenwohnhaus, teilweise massiv, erste Hälfte des 19. Jahrhunderts | Fotos hochladen                |
| Barbarakirche                 | Braubach, Untermarktstraße 17 Lage                                 | 13. Jahrhundert                    | ehemalige evangelische Pfarrkirche St. Barbara; frühgotischer Westturm (Stadtturm), frühgotischer Chor mit Fachwerkgeschoss, wohl aus dem 17. und 18. Jahrhundert, gotische Sakristei, Schiff aus dem 14. Jahrhundert                                                                                           | weitere Bilder Fotos hochladen |
| Wohnhaus                      | Braubach, Untermarktstraße 23 Lage                                 | 16. und 17. Jahrhundert            | Fachwerkbau, teilweise verputzt, im Kern zwei Giebelhäuser, 16. und 17. Jahrhundert, wohl 1727 zusammengelegt und umgebaut; rückseitig Stadtmauerreste | Fotos hochladen                |
| Wohnhaus                      | Braubach, Wilhelmstraße 3 Lage                                     | 18. oder frühes 19. Jahrhundert    | Mansarddachbau, 18. oder frühes 19. Jahrhundert | weitere Bilder Fotos hochladen |
| Evangelische Markuskirche     | Braubach, Wilhelmstraße 10 Lage                                    | 1898–1901                          | neufrühgotische zweischiffige Emporenhalle, Bruchstein, 1898–1901 von Kirchenbaumeister Ludwig Hofmann; Gesamtanlage mit Pfarrhaus (Wilhelmstraße 8): Backsteinbau, um 1870/80 | Fotos hochladen                |
| Wohnhaus                      | Braubach, Zionsgasse 1 Lage                                        | 17. oder 18. Jahrhundert           | Fachwerkhaus, verputzt, wohl aus dem 17. oder 18. Jahrhundert | Fotos hochladen                |
| Wohnhaus                      | Braubach, Zionsgasse 3 Lage                                        | 18. Jahrhundert                    | Fachwerkhaus, teilweise verputzt, 18. Jahrhundert | Fotos hochladen                |
| Wohnhaus                      | Braubach, Zionsgasse 4 Lage                                        | 18. Jahrhundert                    | Fachwerkhaus mit ehemaligem Hallenerdgeschoss, 18. Jahrhundert | Fotos hochladen                |
| Dinkholder Mühle              | Braubach, südlich der Stadt (Dinkholder 3) Lage                    | 1675                               | Fachwerkhaus, teilweise verputzt, 1675; rheinseitig Fachwerkbau des späten 19. Jahrhunderts, Mühlenausstattung aus der ersten Hälfte des 20. Jahrhunderts | weitere Bilder Fotos hochladen |
| Wohnhaus                      | Braubach, südlich der Stadt (Dinkholder 5) Lage                    | 18. Jahrhundert                    | Wohnhaus (ehemalige Mühle?); Fachwerkhaus mit Querbau, teilweise massiv und verkleidet und verputzt, 18. Jahrhundert | BW                             |
| Marksburg                     | Braubach, südöstlich der Stadt Lage                                | erste Hälfte des 13. Jahrhunderts  | Höhenburg, erste Hälfte des 13. Jahrhunderts mit späteren Um- und Neubauten; Kernburg mit Bergfried und Kapellenturm, romanischer Palas, im 18. Jahrhundert verändert, gotischer Palas, doppelte gotische und spätgotische Zwingeranlage, im 17. Jahrhundert verstärkt; zugehörig der steil aufragende Burgberg | weitere Bilder Fotos hochladen |
| Kriegerdenkmal                | Braubach, westlich der Stadt, in den Parkanlagen am Rheinufer Lage | 1903                               | Kriegerdenkmal 1870/71; burg- oder stadtmauerturmartig, 1903 | weitere Bilder Fotos hochladen |
| Gemeindebackhaus              | Hinterwald, Backesweg 3 Lage                                       |                                    | eingeschossiger verputzter Fachwerkbau mit Dachreiter | BW                             |
| Wohnhaus                      | Hinterwald, Backesweg 7 Lage                                       | 17. oder 18. Jahrhundert           | Fachwerkhaus eines Streckhofs, verputzt, wohl aus dem 17. oder 18. Jahrhundert | BW                             |
| Wohnhaus                      | Hinterwald, Hüttenweg 1 Lage                                       | 18. Jahrhundert                    | Fachwerkhaus, teilweise massiv, 18. Jahrhundert, Kniestock aus dem 19. Jahrhundert | Fotos hochladen                |
| Wohnhaus                      | Hinterwald, Ortsstraße 11 Lage                                     | 18. Jahrhundert                    | Fachwerkhaus, teilweise Bruchstein, 18. Jahrhundert | Fotos hochladen                |
| Hofanlage                     | Hinterwald, Waldweg 1 Lage                                         | 18. oder frühes 19. Jahrhundert    | stattlicher Streckhof; Fachwerkhaus, Krüppelwalmdach, Stallbereich teilweise Bruchstein, 18. oder frühes 19. Jahrhundert | BW                             |